# 화살-1형

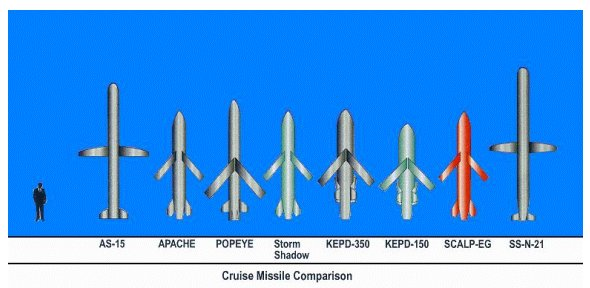
순항미사일 비교

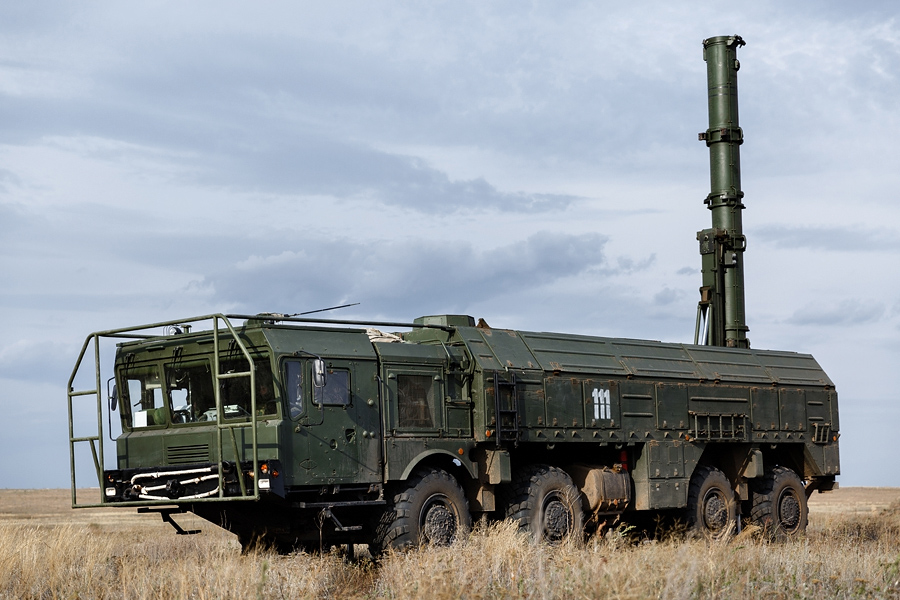
러시아 이스칸데르-K 순항미사일

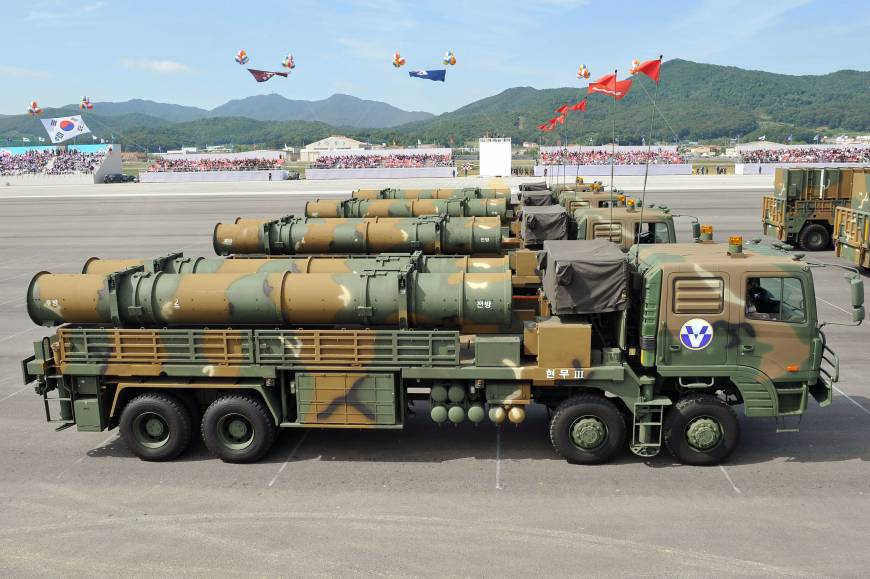
한국군의 현무-3 순항미사일. 트럭에 2발 장착한다. 북한은 2021년 1월 열병식에서 4발 장착한 트럭을 선보였다.

화살-1형으로 제식명칭 공개가 이루어진 미사일이다.

## 역사
2021년 1월 9일, 김정은 국무위원장은 당대회 사업총화 보고에서 "상용 탄두 위력이 세계를 압도하는 신형 전술로케트(미사일)와 중장거리 순항미사일을 비롯한 첨단 핵전술 무기들도 연이어 개발해 믿음직한 군사기술적 강세를 틀어쥐었다"라고 말했다. 그리고 열병식을 했는데, 한미당국이 그동안 러시아판 패트리어트인 S-300 장거리 지대공 미사일로 분석했던 것이, 지대공 미사일이 아니라 현무-3와 같은 토마호크 순항 미사일일 수 있다는 분석을 했다.

## 시험발사
2021년 1월 22일, 북한이 순항미사일을 시험발사했다.
2021년 3월 21일, 북한이 일요일(21일) 오전 6시 36분 평안남도 남포시 온천군 일대에서 서해로 단거리 순항미사일 2발 발사했다. 서울에서 215 km 떨어진 곳이다.
북한은 탄도미사일 발사는 유엔안전보장이사회 제재 결의에 따라 금지돼 있는 사항이지만, 순항미사일은 유엔 안보리가 금지하지 않았다. 미국 민주당 조 바이든 대통령 취임식 다음날이다. 정확하게는 바이든 정부 취임은 한국시간 1월 21일 오전 2시에 있었고, 4시간여가 지난 시점에 미사일을 발사했다.
신종우 한국국방안포럼(KODEF) 사무국장은 "북한이 8차 당대회에서 중장거리 순항미사일을 개발했다고 언급했고 (한미) 탐지자산으로 충분히 구분을 했을 것으로 보인다"며 "북한은 과거에도 한미연합군사훈련을 빌미로 신형 무기를 시험 발사한 적이 있다. 김정은 위원장이 참관을 안 한 초기 비행시험 정도로 추정된다"고 분석했다.
3월 8일부터 18일까지 한미연합훈련을 대폭 축소해서, 실제 기동훈련 없이 워게임 형식의 지휘소 훈련을 했는데, 이에 대해 북한이 화를 내었다.
2021년 9월 13일, 북한은 11일과 12일에 사거리 1500 km 신형 장거리 순항미사일 시험발사에 성공했다고 밝혔다. 노동신문은 "시험발사는 성공적으로 진행되었다"면서 "발사된 장거리 순항미사일들은 우리 국가의 영토와 영해 상공에 설정된 타원 및 8자형 비행궤도를 따라 7580초(2시간6분20초)를 비행하여 1500km계선의 표적을 명중하였다"라고 설명했다. 9월 2일 시험발사한 현무 4-4 SLBM에 대한 북한의 반응으로 보인다.

## 레이더 탐지
크루즈 미사일은 정밀 유도장치에 의해 지상의 장애물을 피해가며 초저고도로 비행, 레이더에 의한 탐지가 어려우며 명중률도 매우 높다는 특징을 지닌다.
한국군 소식통은 "순항미사일의 경우 발사지점 파악이 어렵고, 수면 위 1∼2km 높이에서 비행하기 때문에 지구 곡률에 따른 음영구역이 생겨 레이더나 군사위성으로는 식별이 거의 불가능하다"고 말했다.
지상 레이더의 경우 지구의 곡률로 인해, 저공 비행 표적이 탐지될 수 있는 탐지 거리가 수십 킬로미터로 제한된다.
지구 곡률(曲率)상 미사일이 최소한 500m 이상은 상승해야 탐지·추적이 가능하다.
북한이 지난 11일과 12일 시험 발사에 성공했다고 주장한 사거리 1500 km 장거리 순항미사일은 평균 비행 고도가 100여m에 불과해 지구 곡률을 고려하면 장거리 추적탐지 레이더로는 탐지가 어렵다.

## 같이 보기
- 칼리브르 미사일
- 호베이제 미사일
- 현무-3
- Kh-55
- BGM-109G 그리폰
- 토마호크 미사일